# Thamnotettix brevissimus
Thamnotettix brevissimus är en insektsart som beskrevs av Lethierry 1892. Thamnotettix brevissimus ingår i släktet Thamnotettix och familjen dvärgstritar. Inga underarter finns listade i Catalogue of Life.